# Mirach
Mirach, cunoascută sub denumirea Bayer și ca Beta Andromedae este o stea din constelația Andromeda.  β Andromedae este localizat în partea nord-estică a Marelui Pătrat al Pegasusului și este teoretic vizibilă pentru toți observatorii până la 54° S. Galaxia NGC 404, cunoscută și ca „Fantoma lui Mirach”, poate fi observată la doar 7 minute de arc. 